# Ma nơ canh

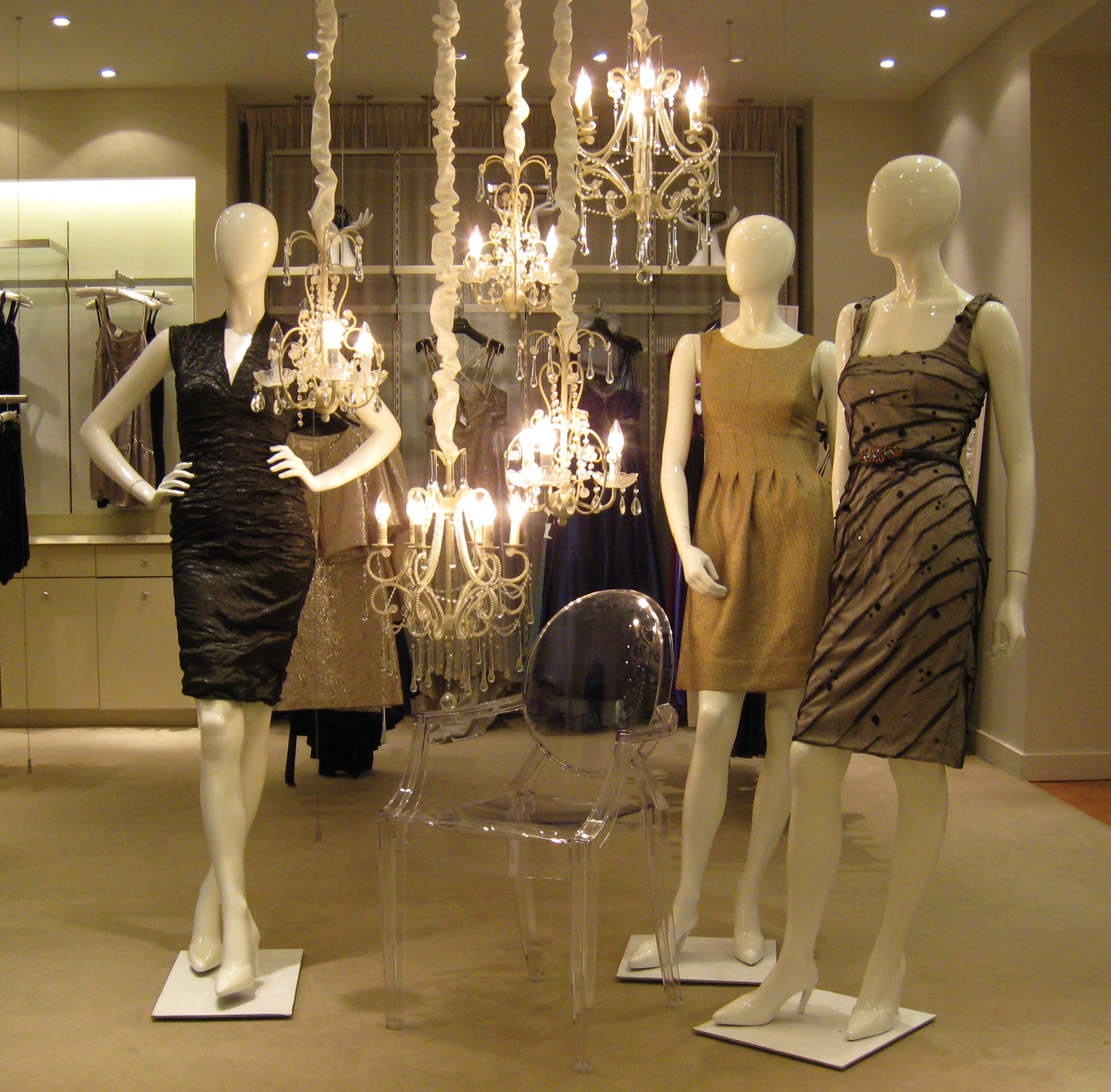
Ma-nơ-canh tại một cửa hàng quần áo ở Canada

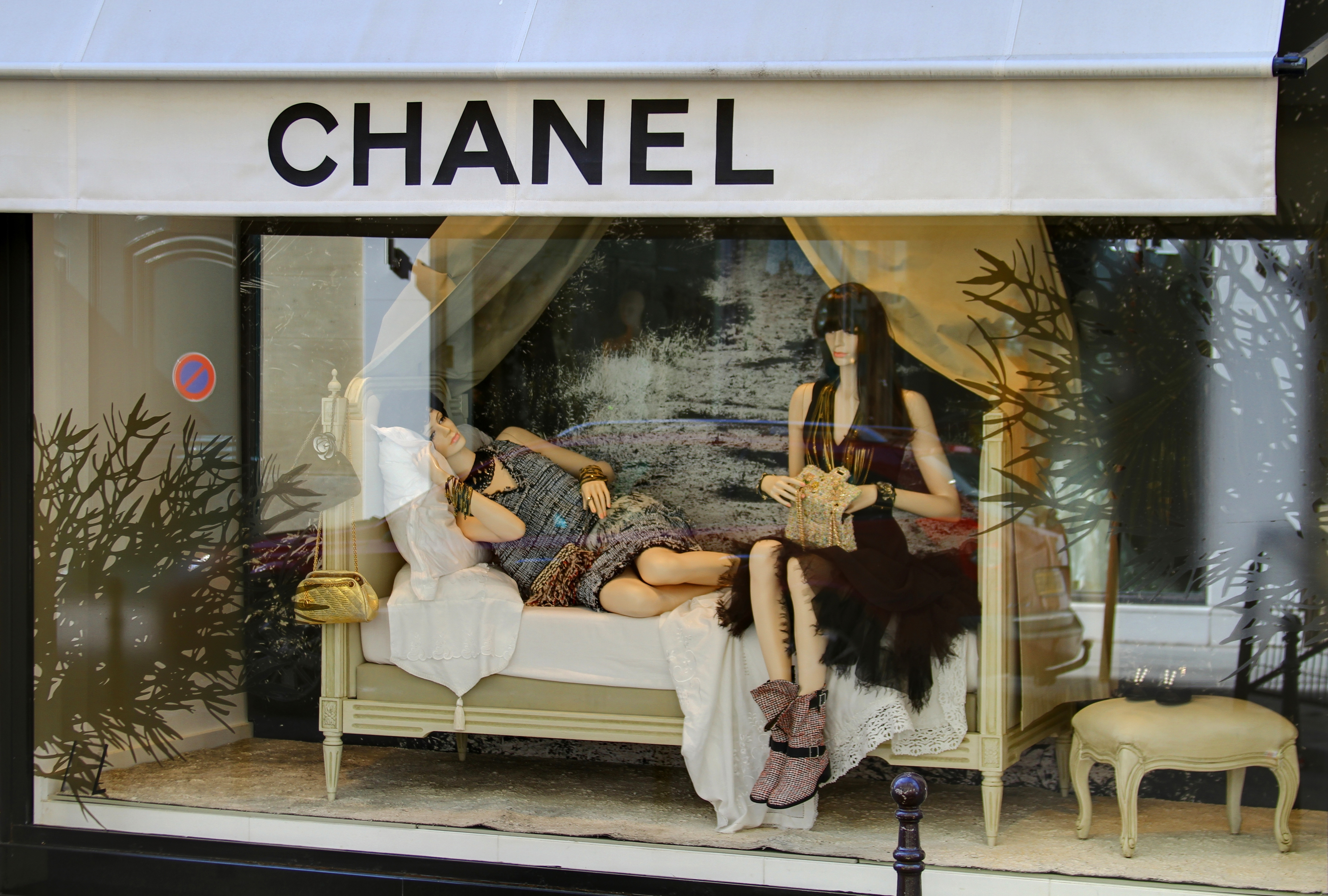
Ma nơ canh ở cửa hàng Chanel, 31 Rue Cambon, Paris

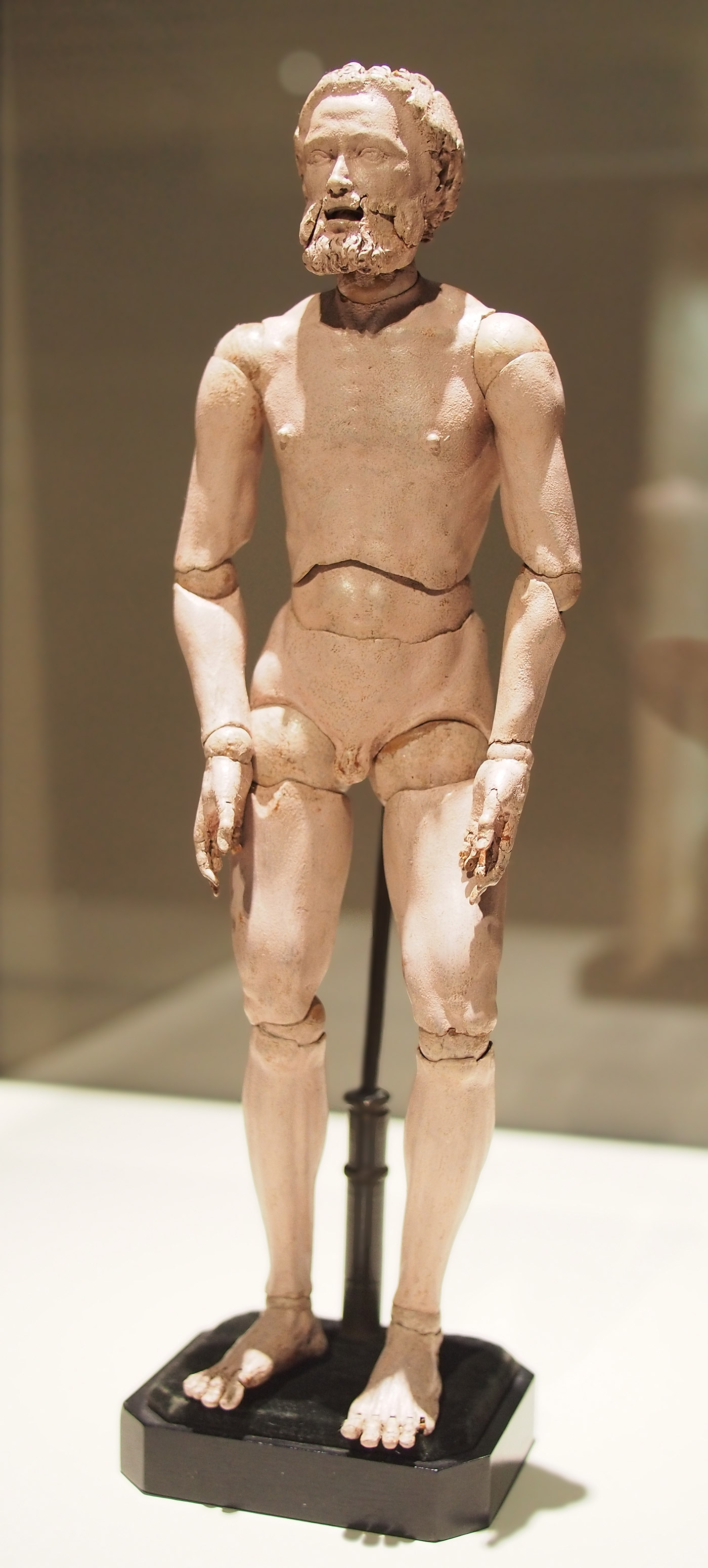
Một ma nơ canh Albrecht Dürer ở Bảo tàng Prado.

Ma-nơ-canh (từ tiếng Pháp: mannequin) là một con búp bê có khớp nối thường được sử dụng bởi các nghệ sĩ, thợ may, thợ sửa cửa sổ và những người khác đặc biệt là để trưng bày hoặc mặc quần áo. Thuật ngữ này cũng được sử dụng cho búp bê có kích thước thật với đường thở mô phỏng được sử dụng trong việc giảng dạy về sơ cứu, hô hấp nhân tạo và các kỹ năng quản lý đường thở nâng cao như đặt nội khí quản và cho hình người được sử dụng trong mô phỏng máy tính để mô hình hành vi của cơ thể người. Trong suốt những năm 1950, ma-nơ-canh đã được sử dụng trong các vụ thử hạt nhân để giúp cho thấy tác động của vũ khí hạt nhân đối với con người.
Ma nơ canh có nguồn gốc từ tiếng Pháp mannequin, có nghĩa là "mô hình chung của một nghệ sĩ", mà từ tiếng Flemish manneken, có nghĩa là "người đàn ông nhỏ bé, bức tượng nhỏ". Trong thời kỳ đầu được sử dụng ở Vương quốc Anh, nó dùng để chỉ các người mẫu thời trang, nghĩa là một hình nộm có từ đầu Thế chiến thứ hai.